# Mouron délicat
Anagallis tenella
Espèce
Classification phylogénétique

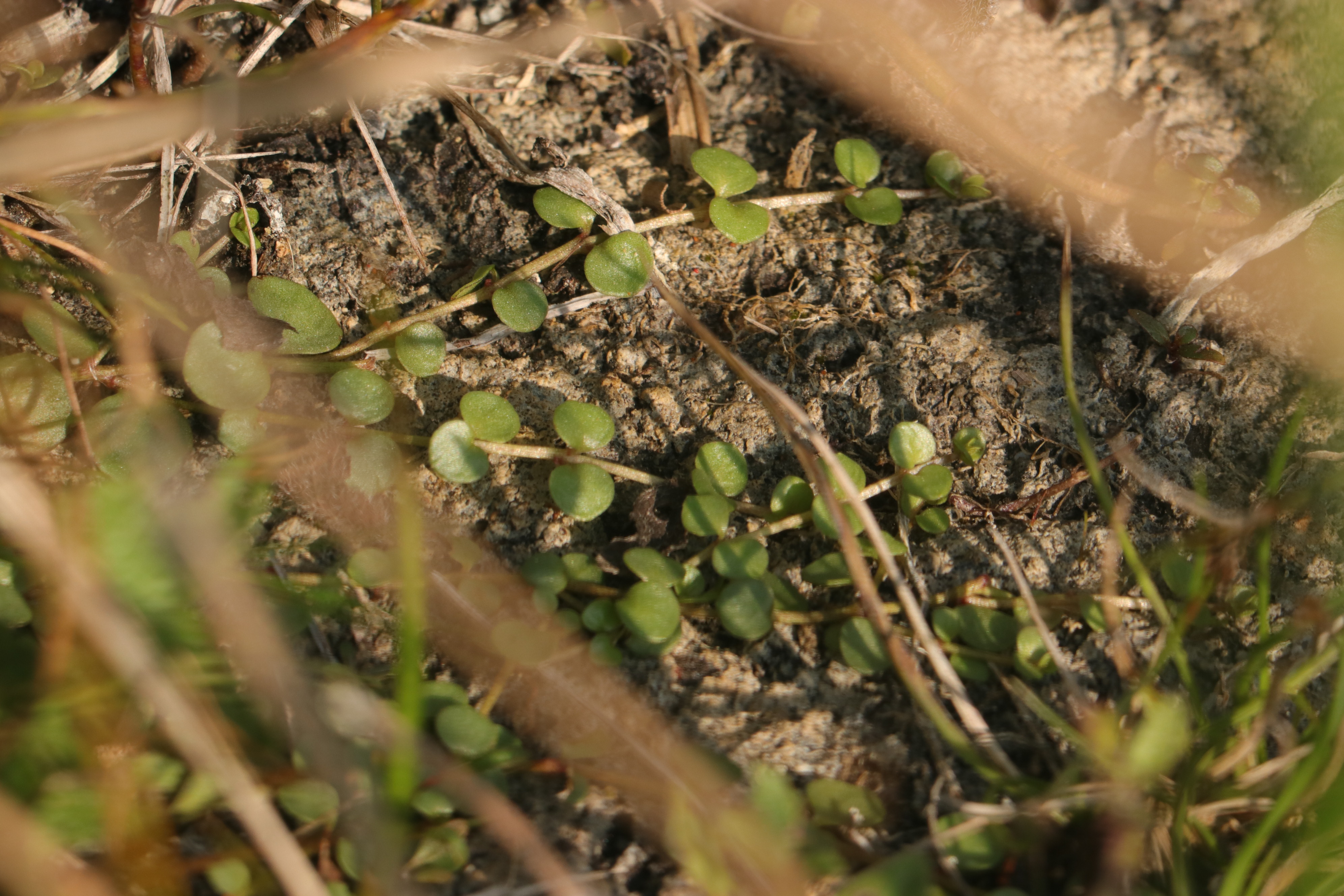
Mouron délicat en période végétative.

Le Mouron délicat ou Mouron grêle ( Lysimachia tenella L. ou Anagallis tenella syn. non admis par ITIS)), est une espèce de plantes à fleurs  de la famille des Primulaceae selon la classification classique, ou des Myrsinaceae selon la classification phylogénétique.
C'est une plante herbacée vivace tapissante poussant dans les tourbières acides et alcalines, appréciant les milieux humides et détrempés ouverts, pauvres en éléments nutritifs. Elle fleurit en été et produit des fleurs rose pâle dressées sur un pédoncule de 5 cm environ.

## Caractéristiques
Organes reproducteurs
- Couleur dominante des fleurs : rose
- Période de floraison : juin-octobre
- Inflorescence : racème simple
- Sexualité : hermaphrodite
- Pollinisation : entomogame, autogame

Graine
- Fruit : capsule
- Dissémination : barochore

Habitat et répartition

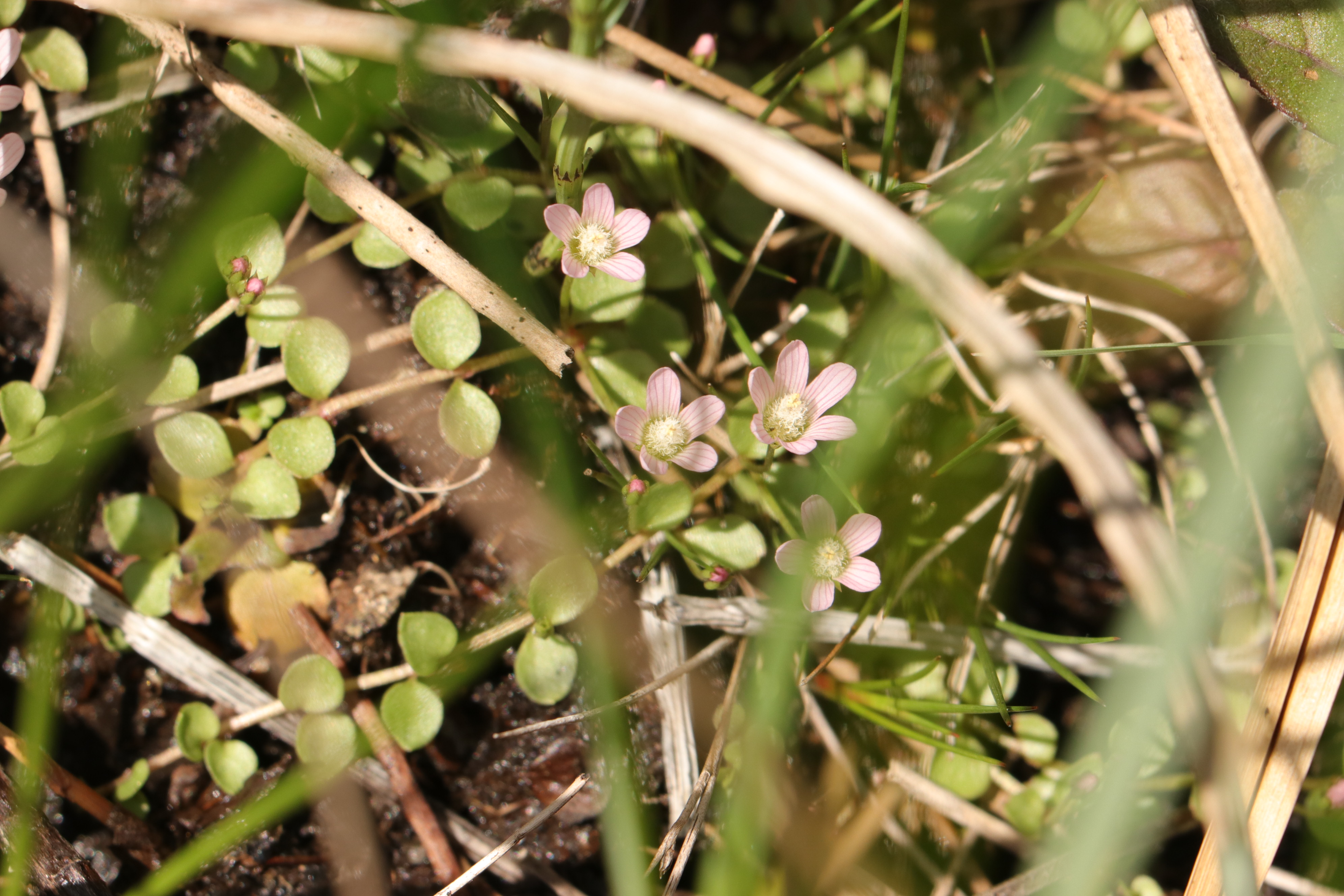
Mouron délicat en contexte tourbeux alcalin (tourbière alcaline de Picardie).

- Habitat type : tourbières basses médioeuropéennes à boréo-subalpines : bas-marais alcalins ou acides, tremblants tourbeux, pannes dunaires, vases exondées
- Aire de répartition : méditerranéen-atlantique

Données d'après : Julve, Ph., 1998 ff. - Baseflor. Index botanique, écologique et chorologique de la flore de France. Version : 23 avril 2004.

## Statut
Cette plante est protégée dans le Nord-Pas-de-Calais ainsi que dans neuf autres régions de France par l'INPN.
Elle est menacée par la pollution et l'eutrophisation des eaux ainsi que par le drainage, l'embroussaillement et la fermeture du milieu entraînant la disparition de cette petite plante pionnière peu compétitive.